# Francisco Piquer Chanza
Francisco Piquer Chanza (València, 2 de juny de 1922 - Madrid, 11 de desembre de 2009) va ser un actor espanyol.

## Biografia
Va debutar sobre els escenaris el 1940, i a partir d'aquest moment inicia una llarga carrera professional sobre els escenaris que els consagren com un dels grans intèrprets espanyols del segle xx, interpretant obres de Jacinto Benavente, Alejandro Casona, Miguel Mihura, Juan José Alonso Millán o Carlos Arniches.
El seu pas pel cinema va ser especialment intens en la dècada de 1950 amb títols com El cerco (1955); Las manos sucias (1957), Lo que cuesta vivir (1957), Sendas marcadas (1957), Cita imposible (1958) i El emigrante (1960). Apartat del cinema des de l'inici de la dècada de 1960, només va retornar puntualment en pel·lícules com Matrimonio al desnudo (1974), Dinero negro (1984), El abuelo (1998) o XXL (2004).
Habitual en televisió durant tres dècades, va participar en nombroses obres emeses a l'espai Estudio 1 i a sèries com Historias del otro lado i El comisario.

## Filmografia
- XXL (2004)
- El abuelo (1998)
- El Lute: Camina o revienta (1987)
- Memorias del general Escobar (1984)
- Dinero negro (1984)
- El gran secreto (1980)
- La boda del señor cura (1979)
- Matrimonio al desnudo (1974)
- Aborto criminal (1973)
- Cerco de terror (1972)
- El diablo cojuelo (1971)
- ¿Es usted mi padre? (1971)
- El relicario (1970)
- Soltera y madre en la vida (1969)
- La dinamita está servida (1968)
- Lo que cuesta vivir (1967)
- El sonido de la muerte (1966)
- Demasiadas mujeres para Layton (1966)
- Clarines y campanas (1966)
- Lola, espejo oscuro (1966)
- El padre Manolo (1966)
- La extranjera (1965)
- Suena el clarín(1965)
- La Reina del Chantecler (1962)
- El grano de mostaza (1962)
- Prohibido enamorarse (1961)
- El emigrante (1960)
- Cita imposible (1958)
- Su propio destino (1958)
- Historias de la feria (1958)
- El ángel está en la cumbre (1958)
- Te doy mi vida (1958)
- Las manos sucias (1957)
- Rapsodia de sangre (1957)
- Sendas marcadas (1957)
- El cerco (1955)
- Los agentes del quinto grupo (1955)
- Lo que nunca muere (1955)

## Trajectòria en teatre
- Con la vida del otro (1945), de Carlos Llopis,
- Pecado (1945), de Miguel Ródenas i Enrique del Corral,
- Su amante esposa (1950), de Jacinto Benavente[4]
- Ha llegado Don Juan (1952), de Jacinto Benavente[5]
- Los enemigos no mandan flores (1954), de Pedro Bloch,
- El zoo de cristal (1955), de Tennessee Williams,
- Los maridos engañan después del fútbol (1956), de Luis Maté,
- Cándida (1958), de George Bernard Shaw,
- El camino de Roma (1959), de Robert F. Sherwood,
- La gaviota (1959), d'Anton Txèkhov
- Portazos (1960), de Michel Fermaud,
- Lecciones de matrimonio (1961),
- Esta noche tampoco (1961), de José López Rubio
- Fuenteovejuna (1962), de Lope de Vega,
- La idiota (1962), de Marcel Achard,
- La señal del fuego (1962), de Diego Fabbri,
- Las que tienen que servir (1963), d'Alfonso Paso,
- Hay tiempo para matar (1964), de Monte Doyle,
- La extraña pareja  (1965), de Neil Simon,
- El crimen al alcance de la clase media (1965), de Juan José Alonso Millán
- Víspera de domingo (1967), de Alfonso Paso,
- Pepsi (1968), de Pierrette Bruno,
- La hora de la fantasía (1968), d'Anna Bonacci,
- El condenado por desconfiado (1970), de Tirso de Molina,
- Don Juan Tenorio (1970), de José Zorrilla
- La llegada de los dioses (1971), d'Antonio Buero Vallejo
- Una noche en su casa, señora (1971),
- La prisionera (1972), de Bourdet-Romero,
- Vidas privadas (1973), de Noël Coward,
- Anillos para una dama (1974) d'Antonio Gala,
- Buenas noches, Sabina (1975), de Víctor Ruiz Iriarte
- Alguien debe morir esta noche (1975), de Fernando García Tola
- La doble historia del doctor Valmy (1977), d'Antonio Buero Vallejo,
- Jueces en la noche (1978), d'Antonio Buero Vallejo
- Los intereses creados (1979), de Jacinto Benavente,
- La saturna (1980), de Domingo Miras,
- Cuatro y Ernesto (1980), d'Alfonso Paso,
- Que viene mi marido (1980), de Carlos Arniches
- Melocotón en almíbar (1981), de Miguel Mihura
- La señora presidenta (1983), de Bricaire y Lasaygues,
- La muralla (1983), de Joaquín Calvo Sotelo
- La pereza (1984), de Ricardo Talesnik
- Capullito de alhelí (1985), de Juan José Alonso Millán,
- Papa Borgia (1985), de Martínez Mediero,
- El homenaje (1986), de Pedro María Herrero,
- La venganza de don Mendo (1986), de Pedro Muñoz Seca,
- Americano corto americana larga (1986/87), de Bricaire i Lasaygues,
- Cuatro corazones con freno y marcha atrás (1987), d'Enrique Jardiel Poncela.
- Fuenteovejuna (1988), de Lope de Vega,
- La mamma (1989), de Roussin,
- La casa de los siete balcones (1989), d'Alejandro Casona
- Eva al desnudo/A toda luz  (1992),
- Próxima parada felicidad (1992), d'Eduardo Ladrón De Guevara,
- Cristal de Bohemia (1994), d'Ana Diosdado
- La plasmatoria (1995/96), de Pedro Muñoz Seca,
- Rebeldía (1996), de Diane Shaffer,
- El botín (1997), de Joe Orton,
- Los árboles mueren de pie  (1999), d'Alejandro Casona,
- El galán fantasma (2000), de Calderón de la Barca,
- Dulce pájaro de juventud (2001), de Tennessee Williams,
- El águila y la niebla (2002), de Narciso Ibañez Serrador,
- Enrique IV (2002), de Luigi Pirandello,
- El alcalde de Zalamea (2003), de Pedro Calderón de la Barca.
- La casa de los siete balcones (2003), d'Alejandro Casona,
- Corona de amor y muerte (2003), d'Alejandro Casona,
- Los árboles mueren de pie (2004), d'Alejandro Casona
- Del rey abajo, ninguno (2007)
- Desnudos en Central Park (2009) de Mark Rowell

## Televisió
- Hospital Central
  - Segundas partes (11 de maig de 2006)
- El comisario
  - Que veinte años no es nada (28 de febrer de 2000)
  - En el lugar equivocado (11 de juny de 2003)
  - Punto sin retorno (18 de juny de 2003)
  - Los ojos de la zorra (2 de juliol de 2003)
- Todos los hombres sois iguales
  - Envidia (20 de maig de 1997)
- Historias del otro lado 
  - Luciérnagas (24 de gener de 1996)
  - Regalo de Navidad (7 de febrer de 1996)
  - Mujer con violetas (14 de febrer de 1996)
- Función de noche 
  - Cristal de bohemia (15 de juliol de 1995)
- ¡Ay, Señor, Señor!
  - Todos a una (1 de gener de 1995)
- Farmacia de guardia
  - Con las manos en la caja (13 de gener de 1994)
- Miguel Servet, la sangre y la ceniza
  - El corazón y las estrellas (22 de març de 1989)
- Primera función 
  - La decente (9 de març de 1989)
- La venganza de Don Mendo (1988)
- Segunda Enseñanza
  - La vieja libertad (6 de març de 1986)
- Teatro breve 
  - Operación quirúrgica (27 de novembre de 1980)
  - La extraña visita del Dr. Lanuza (15 de gener de 1981)
- Curro Jiménez
  - El bosque de las brujas (30 de gener de 1978)
- El teatro 
  - El proceso de Mary Dugan (21 d'octubre de 1974)
- Ficciones 
  - El Conde Lara (2 de desembre de 1972)
  - Un vendedor de blackjack (28 de juliol de 1973)
  - El crimen d'Antonio Fraldao (1 de setembre de 1973)
  - ¿Qué era aquello? (29 de setembre de 1973)
- Buenas noches, señores
  - Nuestro hogar (14 de juny de 1972)
- Los tres mosqueteros (1971)
- Las doce caras de Eva
  - Géminis (10 de novembre de 1971)
- Hora once
  - Jacobo o la sumisión (16 de març de 1969)
  - Incomprensible (1 d'agost de 1970)
  - ¿No te has muerto aún? (21 de desembre de 1970)
- Los encuentros 
  - La trampa (22 de juliol de 1967)
- Teatro de siempre
  - Casa de muñecas (1 de gener de 1967)
  - Para ti es el mundo (23 de maig de 1968)
- La pequeña comedia 
  - Cuando los duros se ablandan (30 d'agost de 1966)
  - Llamada a medianoche (3 d'octubre de 1966)
- El tercer rombo 
  - Menuda pesadilla (14 de juny de 1966)
  - Carne sin patatas (26 de juliol de 1966)
- Diego de Acevedo
  - La conjura de los artilleros (1 de gener de 1966)
- Tiempo y hora
  - Frente a frente (21 de novembre de 1965)
  - El último toro (12 de juny de 1966)
  - El señor Taylor (23 d'octubre de 1966)
  - Domingo (13 de novembre de 1966)
- Estudio 1
  - Carlota (15 de desembre de 1965)
  - Macbeth (28 de setembre de 1966)
  - La ciudad alegre y confiada (11 d'octubre de 1966)
  - Los amantes de Teruel (17 de juny de 1969)
  - Para ti es el mundo (5 de març de 1971)
  - Edén Término (26 de novembre de 1971)
  - 50 años de felicidad (22 de desembre de 1972)
  - La dama duende (14 de febrer de 1979)
  - Rosas de otoño (7 de març de 1979)
  - Sólo el amor y la luna traen fortuna (11 de novembre de 1979)
  - La Venus de Milo (15 de juny de 1980)
  - El poder de las tinieblas (2 de novembre de 1980)
  - Fedra (23 de gener de 1981) Pedro
- Gran teatro 
  - Las brujas de Salem (31 de gener de 1965)
- Novela
  - Época d'examen (1 de juliol de 1963)
  - Busco una mujer (15 de març de 1965)
  - Vida serena (3 de gener de 1966)
  - La sed (1 de novembre de 1966)
  - La muerte ríe (17 de juliol de 1967)
  - Flores para Elena (9 de febrer de 1970)
  - Ana Karenina (3 de novembre de 1975)
  - El collar de la reina (24 de maig de 1976)
  - Papa Goriot (11 de juliol de 1976)
  - La duquesa de Langeais (25 de desembre de 1978)

## Premis
Medalles del Cercle d'Escriptors Cinematogràfics
| Any  | Categoria              | Pel·lícula         | Resultat  |
| ---- | ---------------------- | ------------------ | --------- |
| 1958 | Millor actor secundari | Rapsodia de sangre | Guanyador |

- Premi Ercilla de Teatre per Los árboles mueren de pie.